# 伊和扎萨克大学
伊和扎萨克大学（英語：Ih Zasag University）是蒙古国的一所私立大学，创建于1994年。

## 简介
伊和扎萨克大学建校于1994年。2010年时，该校在校生共7000多人，在蒙古国高等院校中综合排名第5位，是蒙古国当时规模最大的私立大学。
1998年，伊和扎萨克大学同中华人民共和国河北大学建立了学术交流关系，2006年河北大学在伊和扎萨克大学汉语班的基础上建立了河北大学-伊和扎萨克大学汉语教育中心。

## 历任校长
- 尼亚姆·奥瑟尔（2010年前后在任）[1]